# Félix Garzo
Antoni Josep Gayà, conegut amb el pseudònim artístic de Félix Garzo, (Móra d'Ebre - Santa Coloma de Gramenet, 1958) va ser un periodista i llibretista de sarsueles i revistes català en llengua espanyola. L'obra que li ha donat més notorietat ha estat ser l'autor de la lletra del tango-cuplet Fumando espero, amb música de Joan Viladomat, interpretat dins de la revista La Nueva España (1923).

## Trajectòria professional
Llibrets de sarsuela
- 1913, 17 de juliol. Estrena de la versió espanyola del llibret de l'opereta en tres actes de Franz Lehár, La última mascota. Estrenada al Teatre Còmic de Barcelona.[1]
- 1915. Las vírgenes paganas,[2] sarsuela bufa en col·laboració d'Enrique García Álvarez i música de Joan Vert. Estrenada al teatre Zarzuela de Madrid (15 de maig de 1915) i al Teatre Còmic de Barcelona (3 d'octubre del 1915).
- 1923. La Nueva España. Música de Joan Viladomat i Vicenç Pastallé. Estrenada al Teatre Victòria de Barcelona.
- 1925. El diablo verde, o, la Trompeta del juicio,[3] humorada-revista en un pròleg i 2 actes, dividits en 12 quadres, música d'Antonio Seguro. Estrenada al Teatre Victòria (Barcelona).
- 1927, febrer. El paso de Venus o las manchas del sol. Música d'Antonio Seguro. Estrenada al Teatre Talia (Barcelona).
- 1927, 22 de setembre. Juan sin alma, sarsuela en dos actes. Música d'Antonio Seguro. Estrenada al Teatre Victòria de Barcelona.
- 1930. El caballero de la sonrisa, opereta-revista en 1 pròleg i 3 actes. Música d'Antonio Seguro. Estrenada al Teatre Victòria de Barcelona.
- 1952. El circo. Música de Francesc d'A. Font. Estrenada al Teatre Victòria de Barcelona.